# Jon Ehrlich
Jon Ehrlich (New York, 22 gennaio 1967) è un compositore statunitense.
Fra i suoi lavori più noti si possono citare la colonna sonora per la serie televisiva statunitense Dr. House - Medical Division. 

Egli è stato acclamato dalla critica (insieme a Jason Derlatka) per il suo lavoro per Invasion, serie ideata da Shaun Cassidy.

## Filmografia

### Cinema
- Flakes, regia di Michael Lehmann (2007)
- Chiedimi tutto (Ask Me Anything), regia di Allison Burnett (2014)

### Televisione
- Roar – serie TV, 13 episodi (1997)
- Cinque in famiglia (Party of Five) – serie TV, 49 episodi (1998-2000)
- Roar – serie TV, 13 episodi (1997-2000)
- Cenerentola a New York (Time of Your Life) – serie TV, 19 episodi (1999-2001)
- The Agency – serie TV, 44 episodi (2001-2003)
- The Guardian – serie TV, 67 episodi (2001-2004)
- Baby Bob – serie TV, 7 episodi (2002-2003)
- Tru Calling – serie TV, 26 episodi (2004-2005)
- Dr. House - Medical Division (House) – serie TV, 176 episodi (2004-2012)
- Invasion – serie TV, 22 episodi (2005-2006)
- Conviction – serie TV, 13 episodi (2006)
- Life – serie TV, 21 episodi (2007-2009)
- White Collar – serie TV, 81 episodi (2009-2014)
- Parenthood – serie TV, 103 episodi (2010-2015)
- Graceland – serie TV, 38 episodi (2013-2015)
- About a Boy – serie TV, 33 episodi (2014-2015)
- The Slap, regia di Lisa Cholodenko, Ken Olin e Michael Morris – miniserie TV (2015)
- Pitch – serie TV, 10 episodi (2016)
- Heartbeat – serie TV, 10 episodi (2016)
- Recovery Road – serie TV, 10 episodi (2016)
- Golia (Goliath) – serie TV, 32 episodi (2016-2021)
- APB - A tutte le unità (APB) – serie TV, 12 episodi (2017)
- The Resident – serie TV, 107 episodi (2018-2023)
- Party of Five – serie TV, 10 episodi (2020)
- We Were the Lucky Ones, regia di Thomas Kail, Amit Gupta e Neasa Hardiman – miniserie TV (2024)

## Riconoscimenti
- Primetime Emmy Awards
  - 1998 – Candidatura alla miglior colonna sonora per una serie televisiva a Roar per l'episodio pilota
  - 2003 – Candidatura alla miglior colonna sonora per una serie televisiva a The Agency per l'episodio Il grande gioco – con Jason Derlatka
  - 2008 – Candidatura alla miglior colonna sonora per una serie televisiva a Dr. House - Medical Division per l'episodio Angeli custodi – con Jason Derlatka